# نمایه وضعیت پروردگی

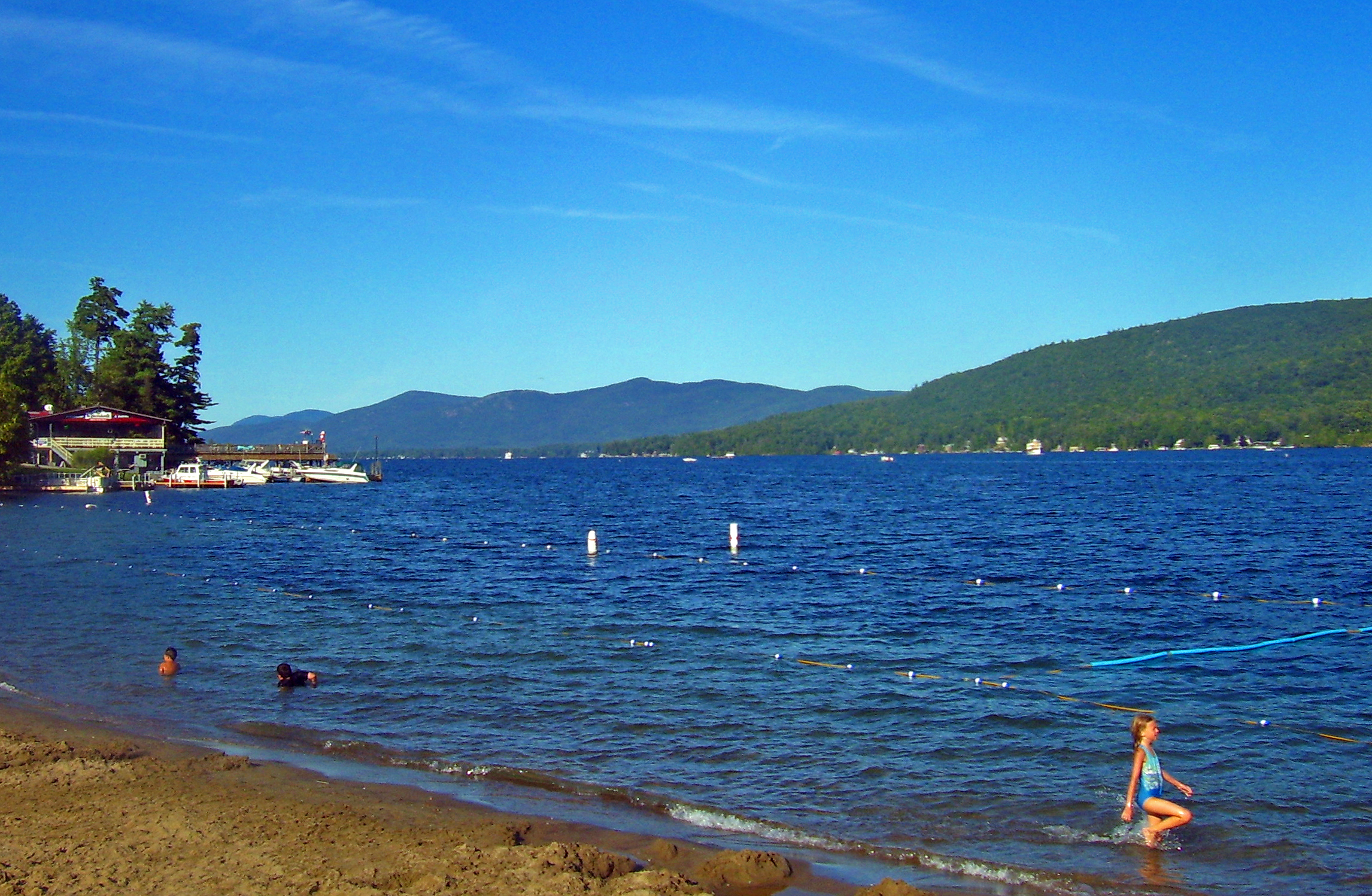
دریاچه جورج، نیویورک، یک دریاچه اولیگوتروف

نمایه وضعیت پروردگی (به انگلیسی: Trophic state index)، یک سامانه طبقه‌بندی است که برای ارزیابی آب بر اساس میزان تولیدکنندگی زیست‌شناختی آنها طراحی شده‌است. اگرچه اصطلاح «نمایه پروردگی» معمولاً برای دریاچه‌ها به کار می‌رود، هر آب سطحی ممکن است نمایه شود.
نمایه وضعیت پروردگی یک پهنهٔ آبی در مقیاسی از صفر تا صد درجه‌بندی می‌شود. در مقیاس نمایه وضعیت پروردگی، پهنه‌های آبی ممکن است به صورت زیر تعریف شوند:
- کم‌غذاساز (الیگوتروف) (TSI 0-40، داشتن کمترین میزان تولیدکنندگی بیولوژیک، کیفیت آب "خوب").
- میان‌غذاساز (مزوتروف) (TSI 40-60، داشتن سطح متوسط تولیدکنندگی بیولوژیکی، کیفیت آب "عادلانه")، یا
- پرغذاساز (اوتروف تا هیپرتروف) (TSI 60-100، دارای بالاترین میزان تولیدکنندگی بیولوژیکی، کیفیت آب "ضعیف").

| شاخص وضعیت پروردگی | کلروفیل (μg/L) | فسفر (μg/L) | عمق صفحۀ Secchi | رده پروردگی             |
| ------------------ | -------------- | ----------- | --------------- | ----------------------- |
| < ۳۰–۴۰            | ۰–۲٫۶          | ۰–۱۲        | > ۸–۴           | الیگوتروف یا هیپوتروفیک |
| ۴۰–۵۰              | ۲٫۶–۷٫۳        | ۱۲–۲۴       | ۴–۲             | مزوتروفیک               |
| ۵۰–۷۰              | ۷٫۳–۵۶         | ۲۴–۹۶       | ۲–۰٫۵           | اوتروفیک                |
| ۷۰–۱۰۰+            | ۵۶–۱۵۵+        | ۹۶–۳۸۴+     | ۰٫۵- < ۰٫۲۵     | هایپرتروفیک             |